# アリシアドラグーン
『アリシアドラグーン』 (Alisia Dragoon) は、1992年にゲームアーツから発売されたメガドライブ用横スクロールアクションゲーム。3月30日に北米にて発売された後、4月24日に日本国内でも発売された。
プレイヤーは父親の復讐を遂げて、世界を救おうとする若い女性アリシアを操作する。彼女は自分の手から稲妻を放ち、4匹の忠実な獣を助けに呼び寄せることができる。このゲームは日本国外ではセガによって発売されたが、セガはヒロインを本来のような華奢に見える女魔法使いではなく、無骨な剣闘士に仕立てた。また本作は同社のパソコン用ソフト『テグザー』（1985年）のゲームシステムを継承している。
ゲーム開発はゲームアーツが行い、作画や背景設定などにおいてアニメ制作会社のガイナックスが協力している。ゲーム・デザインは『テグザー』を手掛けた上坂哲、シナリオはパソコン用ソフト『ファイアーホーク』（1989年）を手掛けた須永有三とスーパーファミコン用ソフト『超攻合神サーディオン』（1992年）を手掛けた神田善美、音楽プロデューサーはパソコン用ソフト『シルフィード』（1986年）を手掛けた笠谷文人、キャラクター・デザインは漫画『宇宙英雄物語』（1988年 - 1996年）の作者である幡池裕行が担当している。
アリシアドラグーンは国際的に宣伝されていなかったため、高い評価を受けたにもかかわらず、ビデオゲーム市場に大きな影響を与えなかった。しかし、2019年にはメガドライブミニに収録された。 

## ゲーム内容
『アリシアドラグーン』では、父親を殺した邪悪な勢力を倒して世界を救おうとする主人公のアリシアをプレイヤーが操作する。ゲームは8レベルの横スクロール環境で構成されている。アリシアは隙間を飛び越え、邪魔する敵を殺さなければならない。各ステージは、最後にボスを倒すことで終わる。 
アリシアは、手から稲妻の筋を発射して攻撃する。攻撃は射程内の敵を自動的に標的にするが、1回の斉射ごとにアリシアが力を消耗して弱くなる。彼女が攻撃をやめると、力は回復する。フルチャージすると、マルチターゲット攻撃が可能になり、画面上のすべての敵を攻撃できる。エネルギーシステムは、プレイヤーがアリシアの力を管理して、重要な瞬間に自分を守ることができるようにするという戦略的要素を導入している。 
アリシアの道中に助けとなるのは彼女のペットのモンスターである。これらのクリーチャーは、ヒロインの周りを自力で飛び回り、敵を攻撃し、敵の攻撃が彼女に当たるのを防ぐ。4匹のペットがいて、それぞれに攻撃の種類がある。ファイヤー・ドラゴンは火の玉を吐き、ブーメラン・リザードはブーメランを投げる。サンダー・バードは、画面全体の敵に影響を与える雷撃を発し、バーニング・スフィアは接触すると敵を燃やす。アリシアと一緒に戦うことができるペットは1匹だけだが、プレイヤーはいつでもアクティブな仲間として4匹のうちのいずれか（またはなし）を選択できる。 
ゲームの途中で、アリシアとモンスターたちはパワーアップを集めて能力を向上させることができる。これらの拡張アイテムは、最初の7つのステージ全体に配置され、ほとんどは隠された場所にある。さまざまなパワーアップは、アリシアと彼女のモンスターを癒したり、最大ライフバーを増やしたり、攻撃を強くしたり、一定時間不死身を付与したりできる。ライフバーは、敵の攻撃やトラップからダメージを受けることで失われる。アリシアのペットがライフバーをすべて失うと、プレイから除外され、「復活」のパワーアップが収集されるまで戻せなくなる。アリシアがライフバーをすべて失った場合、残機を消費してレベルを再開できる。すべての残機が使用された場合、ゲームは終了する。アリシアドラグーンには、プレイヤーの進行状況をセーブする機能はない。ゲームが終了すると、キル数、アリシアの攻撃のパワーレベル、ペットモンスターの使用頻度に基づいて、プレーヤーの全体的なパフォーマンスがチャート化される。   

## ストーリー・設定
メガドライブのほとんどのアクションゲームと同様に、アリシアドラグーンのプロットは単純で短い。ゲームはそのままアクションに入り、目の前にあるすべてのものを殺すようアリシアに命じる。最後のボスを倒した後、プレイヤーはアリシアが彼女の家に戻ってきたという映画のようなカットシーンで扱われる。 
日本版では、背景設定の多くが説明書に記載されていた。アリシアは魔法使いの娘で、主な悪役のバラーダールを繭に閉じ込め、宇宙空間に送り込んだ。父親は、バラーダールの部下に拷問されて殺された。悪人が地球に衝突して目覚め始めると、アリシアは彼と彼の支持者を倒しに向かう。このゲームのアメリカ版とヨーロッパ版では異なるバックストーリーが作られた。アリシアは4人のペットの仲間と共に人々の大義を擁護する剣闘士として活躍した。彼女の任務は、地球に墜落した「銀の星」である邪悪なモンスターとその生産源を根絶することだ。 

## 移植版
| No. | タイトル                                     | 発売日            | 対応機種          | 開発元          | 発売元       | メディア         | 型式                  | 備考                                                 |
| --- | -------------------------------------------- | ----------------- | ----------------- | --------------- | ------------ | ---------------- | --------------------- | ---------------------------------------------------- |
| 1   | アリシアドラグーン                           | 2019年9月19日     | メガドライブ ミニ | エムツー        | セガゲームス | プリインストール | - HAA-2520 - MK-16000 | 本体にあらかじめ収録されている42タイトルの中の一つ。 |
| 2   | セガ メガドライブ for Nintendo Switch Online | INT 2022年9月15日 | Nintendo Switch   | 任天堂 エムツー | 任天堂       | ダウンロード     | -                     |                                                      |

## 開発
1992年、日本のアニメーションスタジオガイナックスは、ロールプレイングゲームLUNARの開発元であるゲームアーツと共同でアクションゲームを制作した。ガイナックスのビデオゲーム製品ラインは、デートシミュレーションやアニメベースのアドベンチャーゲームを好むニッチ層をターゲットにする傾向があった。アリシアドラグーンは、この伝統から脱却した。アニメーションスタジオは制作の芸術的な部分を扱い、ストーリーを書き、ゲームの環境やキャラクターのデザインに使われるアートワークを作成した。創設者の何人かは宮崎駿のアニメ映画に関わっており、1984年に公開されたSFアニメ映画『風の谷のナウシカ』の影響は、このゲームのあるレベルで顕著だった。同様に、当時の日本のアニメ界ではSFとファンタジーをミックスしたテーマが主流だったため、アリシアドラグーンでは、架空のゾンビやドラゴンと並んでハイテクの宇宙船やロボットが登場した。サウンドトラックの作曲は、アクションゲーム『ファイアーホーク テグザー2』や『シルフィード』などのゲームアーツの他の作品で音楽を制作してきたメカノ・アソシエイツに委任された。しかし、ゲームアーツは、アートワークをコンソールハードウェアでレンダリングできる環境やクリーチャーに適合させ、ソフトウェアコードの行として記述するなど、アリシアドラグーンの制作においてほとんどの作業を行なった。 

## スタッフ
- メイン・プログラマー：本間直純
- アシスタント・プログラマー：原田修
- メイン・グラフィック・デザイナー：安住政敏
- アシスタント・グラフィック・デザイナー：和田めい子
- 音楽プログラマー：MISTER TOM（嶋田智幸）、上條有
- アシスタント・音楽プログラマー：國島憲一
- ストーリー・コンセプト・デザイナー：須永有三
- シナリオ・ライター：神田善美
- キャラクター・デザイン（モンスター）：佐藤肇
- キャラクター・デザイン（アリシア）：幡池裕行
- テクニカル・サポート：増渕利道
- アートワーク：上村眞理子
- 音楽：メカノアソシエイツ
- 音楽プロデューサー：KASS（笠谷文人）
- ミュージシャン：青島信幸、石母田守、園田容子、さとうまりこ
- スペシャル・サンクス：宮路武、大畑和幸、岡野崇宏、ガイナックス、赤井孝美、岡田斗司夫、武田康廣、澤村武伺、中沢和博
- スペシャル・テスト・プレイヤー：池谷昌彦
- テスト・プレイヤー：松田明男、大味健一郎、堀井伸雄、ほんまなおつぐ、ますぶちひでと、たなかひでとも
- オリジナル・コンセプト：上坂哲
- エグゼクティブ・プロデューサー：宮路洋一

## 評価
日本での顧客基盤が小さかったため、アリシアドラグーンは発売時（1992年4月24日）にほとんど売れなかった。メガドライブは日本では人気のデバイスではなく、300～350万台売れた（世界中で販売されたメガドライブ/ジェネシス全体の10%）。本作は3月30日にセガから北米およびヨーロッパ向けに発売されたが、宣伝は控えめであり、セガはゲームの主要な広告をメディアに掲載しなかった。コンテンツを欧米市場向けにローカライズするため、同社はアリシアドラグーンにいくつかの外観上の変更を加えた。アリシアは、典型的なアニメのスタイルで描かれた大きな目をしたヒロインの代わりに、日本国外の箱のカバーでは金色のビキニを着た野蛮人の女性として描かれた。西洋版のアリシアは、芸術家のボリス・バジェホの作品の中で、ほとんど服を着ていない女性として描かれた。 
欧米人は日本人よりもこのゲームに熱心だったが、否定的な評価も多少あった。ゲーム誌『GamePro』は、アリシアドラグーンが、応答性の高い操作性や多忙なアクションと美しいグラフィックの組み合わせで、ジェネシスの所有者にとって非常に魅力的なものになったと評価している。『ドラゴン』のThe Lessersも同様にこのゲームに感銘を受け、アリシアドラグーンの「堅実なアーケードアクション」が彼らの「高速反射の必要性」を満たしたことを称賛した。『Mean Machines』のジュリアン・リグナルはこのゲームのペットのモンスターのデザインを称賛し、ゲーム内のペットの管理を戦術の励みにしていると述べた。彼の評論家仲間のリチャード・リードベター (Richard Leadbetter) は、このゲームは「美しいスプライト」と「驚くべき背景」で視覚的に魅力的だと書いている。彼はこのゲームにやりがいを感じ、「台所のシンクに（彼が）いるとき以外のすべてを（擲って）」、ゲームのようにエネルギーを節約することを余儀なくされた。リグナルはゲームの難易度についてリードベターに同意し、難易度と秘密の部屋やパワーアップの発見によりアリシアドラグーンは長続きする魅力を備えた優れたアクションプラットフォームゲームになったとした。何百ものジェネシスのゲームの中で、『Mega』はアリシアドラグーンを上位100位に入るゲームとして評価し、「（おそらく）ドラゴンを題材とした最高のプラットフォームゲーム」と呼んでいる。このような好感情にもかかわらず、日本国外での販売は低調だった。
日本国内での評価は、ゲーム誌『ファミコン通信』の「クロスレビュー」において5・5・5・4の合計19点（満40点）と低評価となったが、『メガドライブFAN』の読者投票による「ゲーム通信簿」での評価は以下の通り22.69点（満30点）と高評価となった。
| 項目 | キャラクタ | 音楽 | 操作性 | 熱中度 | お買得度 | オリジナリティ | 総合  |
| 得点 | 4.26       | 3.90 | 3.55   | 3.64   | 3.70     | 3.64           | 22.69 |
またゲーム本『メガドライブ大全』（2004年、太田出版）では、本作を「ゲームアーツ流美少女ハードアクション」と位置付けており、設定から想像される魔法少女チックな部分は全くなく、横スクロールアクションの基本に忠実な動きが要求されると指摘、また同社の『テグザー』から引き継いだ全自動ホーミングである稲妻は強力であるが、背の高い主人公は被弾しやすく防御面に問題があるとも指摘したが、考慮された敵配置に関して「ゲームを通して作り手と直接向かい合っている」と高評価を与えた他、対決の空気感がある事で楽しい緊張感を生じさせると肯定的に評価した。
ゲームの発売から16年後、Anime News Networkのトッド・シオレック(Todd Ciolek)はアリシアドラグーンを批評し、MeanMachinesのレヴュアーとほぼ同じ意見となった。ガイナックスのゲームのカタログに注目して、彼はアリシアドラグーンが他の作品とは非常に異なっていることに気付いた。筋金入りのアニメファンをターゲットにし、搾取的なテーマに焦点を当てるのではなく、このゲームの魅力は誰にとっても魅力的だった。これを踏まえて、シオレックはアリシアドラグーンを「これまでに触れた中で最高のガイナックスのビデオゲーム」であり、「それ自体が壮観な乗り物」と呼んだ。 
アリシアドラグーンは、アリシアドラグーンの発売前に女性の主人公が登場するメガドライブ/ジェネシスのタイトルが数多くあるにもかかわらず、当時の業界で一般的な性別バイアスに挑戦した比較的初期のビデオゲームとして回顧的に認識されている。1990年代初頭、ビデオゲーム市場は若い男性層に偏っており、ゲームはしばしば女性を、男性主人公の助けを必要とする「囚われの姫君」として描写していた。 